# Sierra (superordinador)
Sierra o ATS-2 és un superordinador construït per al Laboratori Nacional Lawrence Livermore per al seu ús per l'Administració Nacional de Seguretat Nuclear com a segon Sistema de Tecnologia Avançada. S'utilitza principalment per a aplicacions predictives en la gestió d'emmagatzematge d'armes nuclears, ajudant a assegurar la seguretat, la fiabilitat i l'eficàcia de les armes nuclears dels Estats Units.
Sierra és molt similar en arquitectura al superordinador Summit construït per al Laboratori Nacional d'Oak Ridge. Els nodes de Sierra són servidors Witherspoon IBM S922LC OpenPOWER amb dues GPU per CPU i quatre GPU per node. Aquests nodes estan connectats amb EDR InfiniBand. El 2019, Sierra es va actualitzar amb els nodes IBM Power System AC922.
Sierra es compon de 4.474 nodes, 4.284 dels quals són nodes de càlcul. Cada node té 256 GB de RAM, 44 nuclis IBM POWER9 repartits en dos sòcols físics i quatre GPU Nvidia Tesla V100, cadascuna proporcionant 16 GB de VRAM. Això dona al sistema complet 8.948 CPU, 17.896 GPU, 1,14 PB de RAM i 286 TB de VRAM.
Sierra ha aparegut constantment a la llista Top500, aconseguint el número 2 el novembre de 2018 i el número 6 de la llista Top500 de juny de 2023 i al número 10 de la llista Top500 de novembre de 2023. Només 4,6 petaflops del seu rendiment provenen de les seves CPU, amb la gran majoria (120,9 petaflops) procedents de les GPU de Tesla.